# Nilmar
Nilmar Honorato da Silva (Bandeirantes, estado de Paraná, 14 de julio de 1984) es un exfutbolista brasileño. Jugaba de delantero y su último club fue el Santos FC de la Serie A de Brasil. Fue seleccionado por la Selección de Brasil.

## Trayectoria

### SC Internacional
En sus inicios jugó para el Matsubara (de Paraná), donde demostró sus habilidades y fue fichado para el Inter de Porto Alegre, ingresando al conjunto junior en el 2001. La calidad de su juego logró que integre la plantilla principal en el 2003, llegando a debutar el 15 de marzo de ese año. Se convirtió en profesional con 18 años, siendo además uno de los jugadores más determinantes de su equipo. Marcó su primer gol en el partido entre Internacional y Bahía, donde su equipo ganó por 2-0.

### Lyon
El 30 de agosto de 2004, Nilmar pasó al Olympique de Lyon por 5,75 millones de euros. Tuvo un excelente inicio en Lyon, anotando dos goles en su debut, entrando como substituto contra el Stade Rennais. Lamentablemente, no anotó más goles en la Liga durante la temporada, en la cual jugó 7 partidos. En la UEFA Champions League ayudó a su equipo a llegar a cuartos de final, anotando 4 goles en 9 partidos.

### Corinthians
Al no tener éxito en el Lyon, regresó a Brasil. El Lyon lo cedió a préstamo al Corinthians por 1,5 millones de euros.
Más adelante, el Corinthians compró su pase por 5,5 millones de euros. Con el cuadro paulista logró marcar 31 goles en 55 partidos. Junto a Carlos Tévez se convirtió en una de las eminencias (eran como “el par infalible del Corinthians”) para ganar el Campeonato Brasileño de Fútbol del 2005. Durante el Campeonato Brasileño del siguiente año sufrió una lesión a la rodilla derecha en el partido contra Palmeiras, quedando 6 meses fuera del fútbol.
Debido a problemas económicos con el club, causados por una deuda que el Corinthians mantenía con el futbolista, la FIFA anuló el contrato que los unía, quedando Nilmar en libertad. Las peticiones del jugador ascenderían a un total de 2,2 millones de euros.

### Vuelta al SC Internacional
Nilmar volvió al Internacional, a pesar del interés de varios clubs importantes en Europa y Brasil. Hizo su "nuevo" debut en el equipo de Porto Alegre el 4 de noviembre de 2007, cuando su equipo ganó a CR Vasco da Gama 2-1. Él fue escogido como el jugador del encuentro.
En enero de 2008, anotó un gol impresionante contra Internazionale de Italia en el Final de la Copa de Dubái, que ayudó a su equipo a ganar el juego. Además, fue clave para la obtención de la Copa Sudamericana. Marcó un gol contra el clásico rival Grêmio en la segunda fase y le hizo dos al Chivas en el partido de ida de las semifinales, así como uno más en el partido de vuelta. Sin embargo, el más valioso de este torneo y, quizás, de toda su carrera lo hizo frente a Estudiantes de La Plata en el minuto 113, cuando todos ya esperaban la definición por penales.

### Villarreal
El 27 de julio de 2009, el Villarreal Club de Fútbol de la Primera División española, confirma por medio del sitio web oficial del club, la contratación del delantero. El club castellonense no hizo públicas las cifras oficiales del traspaso, sin embargo, se cree que este se logró por unos 10,5 millones de euros.
Hizo su debut en el Villarreal Club de Fútbol en el primer partido de la Liga contra el Osasuna. Santi Cazorla anotó el único gol del Villarreal y Nilmar jugó los 90 minutos. Nilmar y Giuseppe Rossi eran la primera opción en la delantera del equipo, mostrando un gran rendimiento durante la temporada 2010-11 tras un comienzo algo discreto.
En la temporada 2011/12 no contó con muchos minutos, por lo que la AS Roma se mostró interesada en él. El representante del jugador Orlando da Hora afirmó: "El jugador está en contacto con un club italiano y es posible que fiche en enero." Al final no fue traspasado al club italiano.

### Al Rayyan
Fichó por el Al-Rayyan de Catar en julio de 2012.

## Selección
Nilmar hizo su debut como internacional para Brasil el 13 de julio de 2003, contra México, en la Copa de Oro de la CONCACAF de ese año.

### Participaciones en Copas FIFA Confederaciones
| Copa                           | Sede      | Resultado |
| ------------------------------ | --------- | --------- |
| Copa FIFA Confederaciones 2009 | Sudáfrica | Campeón   |

### Participaciones en Copas del Mundo
| Mundial                        | Sede      | Resultado        |
| ------------------------------ | --------- | ---------------- |
| Copa Mundial de Fútbol de 2010 | Sudáfrica | Cuartos de final |

#### Participaciones en Copas América
| Copa              | Sede      | Resultado        |
| ----------------- | --------- | ---------------- |
| Copa América 2011 | Argentina | Cuartos de final |

## Clubes
| Club              | País            | Año             | Partidos | Goles |
| ----------------- | --------------- | --------------- | -------- | ----- |
| SC Internacional  | Brasil          | 2002-2004       | 42       | 16    |
| Olympique de Lyon | Francia         | 2004-2005       | 33       | 4     |
| Corinthians       | Brasil          | 2005-2007       | 59       | 30    |
| SC Internacional  | Brasil          | 2007-2009       | 40       | 20    |
| Villarreal        | España          | 2009-2012       | 106      | 34    |
| Al-Rayyan         | Catar           | 2012-2014       | 42       | 19    |
| El-Jaish          | Catar           | 2014            | 4        | 2     |
| SC Internacional  | Brasil          | 2015            | 8        | 3     |
| Santos FC         | Brasil          | 2015-2018       | 26       | 11    |
| Total en clubes   | Total en clubes | Total en clubes | 360      | 139   |

## Palmarés

### Campeonatos regionales
| Título            | Club          | País               | Año  |
| ----------------- | ------------- | ------------------ | ---- |
| Campeonato Gaúcho | Internacional | Río Grande del Sur | 2003 |
| Campeonato Gaúcho | Internacional | Río Grande del Sur | 2004 |
| Campeonato Gaúcho | Internacional | Río Grande del Sur | 2008 |
| Campeonato Gaúcho | Internacional | Río Grande del Sur | 2009 |
| Campeonato Gaúcho | Internacional | Río Grande del Sur | 2015 |

### Campeonatos nacionales
| Título                 | Club              | País    | Año  |
| ---------------------- | ----------------- | ------- | ---- |
| Ligue 1                | Olympique de Lyon | Francia | 2005 |
| Supercopa de Francia   | Olympique de Lyon | Francia | 2005 |
| Campeonato Brasileño   | Corinthians       | Brasil  | 2005 |
| Copa del Jeque Jassem  | Al-Rayyan         | Catar   | 2012 |
| Copa del Emir de Catar | Al-Rayyan         | Catar   | 2013 |

### Copas internacionales
| Título                        | Equipo (*)          | País                   | Año  |
| ----------------------------- | ------------------- | ---------------------- | ---- |
| Copa Mundial de Fútbol Sub-20 | Selección de Brasil | Emiratos Árabes Unidos | 2003 |
| Copa Sudamericana             | Internacional       | Brasil                 | 2008 |
| Copa FIFA Confederaciones     | Selección de Brasil | Sudáfrica              | 2009 |

(*) Incluyendo la selección

### Distinciones individuales
| Distinción                          | Año  |
| ----------------------------------- | ---- |
| Goleador del Campeonato Paulista    | 2006 |
| Goleador de la Copa Sudamericana    | 2008 |
| Miembro del Equipo Ideal de América | 2008 |

## Vida personal
Nilmar está casado desde 2009 con Laura Guimarães, con la que tiene una hija (2010). En una entrevista con Futbolista en julio de 2010, Nilmar declaró que le encantaría que a su hija le gustara el fútbol, pero que lo más importante para él es, que su hija sea feliz.